# Juize
Juize is een Nederlands internetradiostation dat gericht is op hiphop en r&b en onderdeel van Mediahuis.
In 1999 startte Radio 538 met het door Niels Hoogland gepresenteerde hiphop- en r&b-programma Juize. Op 18 juli 2004 werd als spin-off van dit programma het radiostation Juize.FM opgericht. Van 1 juli 2005 tot 1 december 2008 was Juize.FM met 4 miljoen kabelaansluitingen in het grootste deel van Nederland via de kabel te ontvangen. Precies een jaar na de start begon het station met gepresenteerde programma's, onder andere met Niels Hoogland, Yes-R, DJ Jeff, Negativ en E-life. Hoogland gaf hiervoor zijn dagelijkse radioprogramma op 538 op om zich naast zijn functie als programmadirecteur van 538, Juize.FM en Radio 10 Gold toe te leggen op de uitbreiding van Juize.FM. Sinds 18 november 2008 heeft het station geen gepresenteerde programma's meer.

## SLAM!
Op 2 september 2012 was 538 Juize voor het laatst te beluisteren op 538. Na 13 jaar verhuisde het programma van 538 naar SLAM! waar het verder ging als "SLAM! Juize". Na de overname werd er elke zondagavond op SLAM! van 20.00 tot 00.00 uur een avondvullend programma gewijd aan Juize, gepresenteerd door DJ Jeff. Elke week kwamen ook bekenden langs uit de (met name) Nederlandse hiphopscene. Op 9 oktober 2016 stopte SLAM! met het presenteren van het programma. Sindsdien worden er geen programma's meer uitgezonden op de zender.